# Curt Goetz

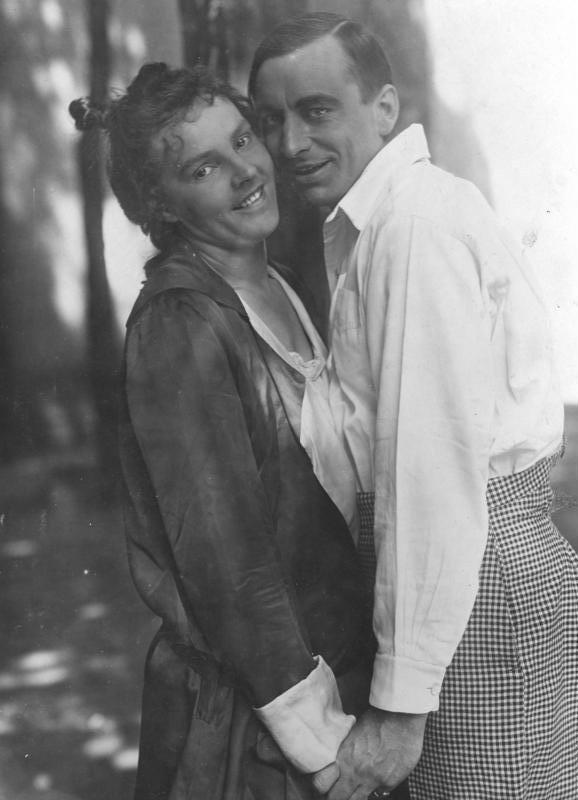
Leopoldine Konstantin med Götz 1917

Curt Goetz, född Kurt Walter Götz 17 november 1888 i Mainz, död 12 september 1960, var en tysk-schweizisk författare, skådespelare och filmregissör. 
Han etablerade sig som författare av komedipjäser som han ofta själv spelade huvudrollen i. Han var gift med skådespelerskan Valerie von Martens som ofta spelade den kvinnliga huvudrollen i hans pjäser. Till hans mest kända verk från mellankrigstiden hör Ingeborg (1922), Hokuspokus (1926) och Frauenarzt Dr. med. Hiob Prätorius (1932). Under andra världskriget arbetade han i Hollywood. Efter kriget återvände han till Schweiz och fick framgångar med romanen Den döda från Beverly Hills (1951).